# Základna Arifjan
Základna Arifjan (anglicky Camp Arifjan, doslova Tábor Arifjan) je základna ozbrojených sil Spojených států amerických v Kuvajtu. Je využívána americkým letectvem, námořnictvem, námořní pěchotou a pobřežní stráží.

## Funkce základny
Základna byla postavena vládou Kuvajtu (začátek stavby 1999), která také financuje chod základny. Základna se nachází jižně od města Kuvajt a západně od přístavu Šaíba. Slouží jako předsunutá logistická základna, hangár a opravárenské depo; dále jako motorový park pro obrněná a neobrněná vozidla a základna pozemní podpory pro vrtulníky. Součástí základny je rovněž Pattonův heliport (Patton Army Heliport; LID: OK2A).
Základna je domovem pro cca 9000 zaměstnanců americké vlády, jak vojenských, tak civilních, kromě toho na základně působí i řada cizích státních příslušníků. Kromě toho mnoho tisíc členů servisu a dodavatelů prochází přes Arifjan na cestě do nebo ze zemí v jihozápadní Asii. V základně se také nachází mnoho restaurací rychlého občerstvení, jako jsou: Pizza Hut, Charley's Subs, Hardees's Burgers, Subways, Burger King, Pizza Inn, Taco Bell, KFC, Baskin Robbins, Panda Oriental, Green Beans Coffee, Starbucks, Coffee Bean & Tea Leaf a Cinnamonster.

## Galerie

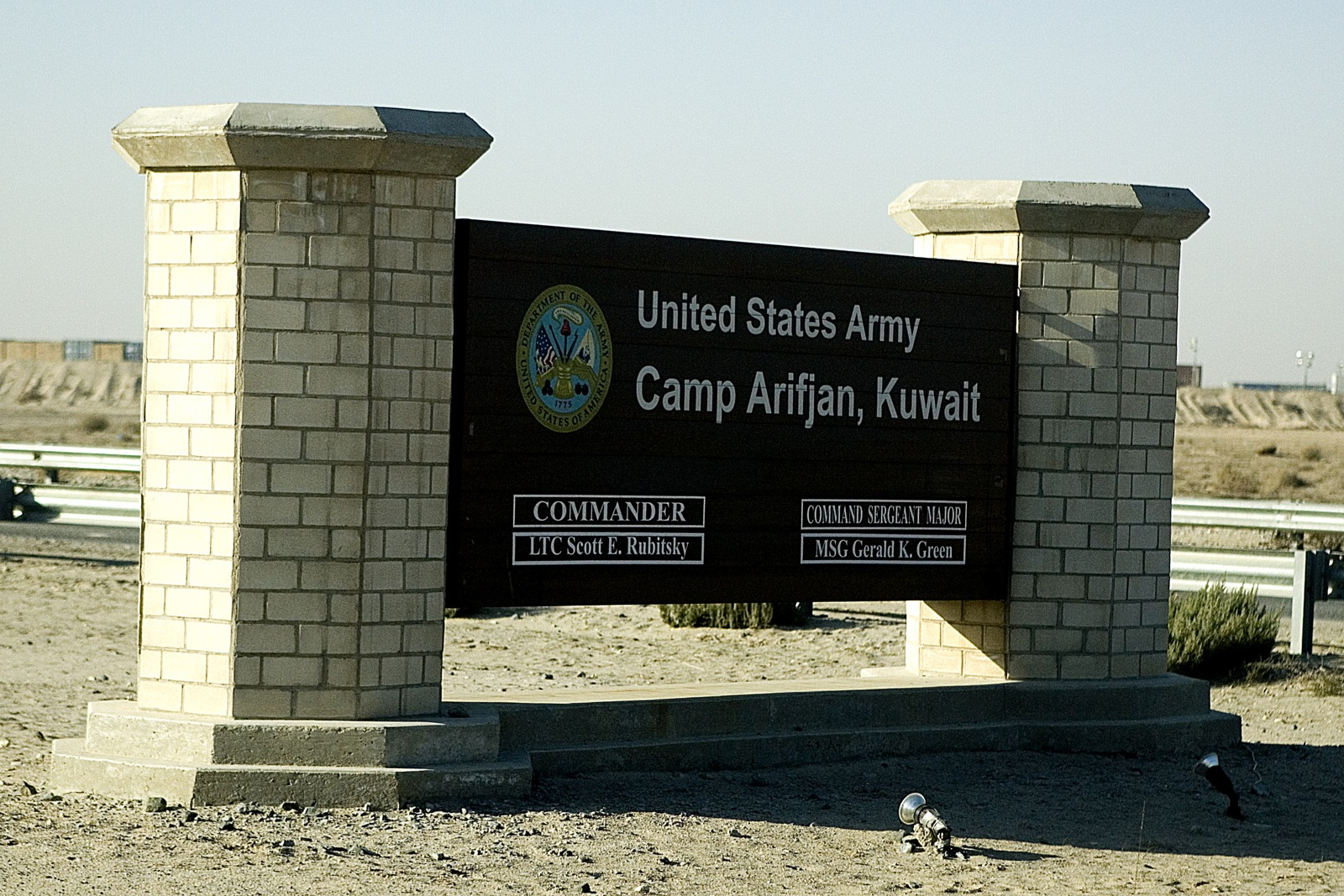
Nápis u vjezdu do základny
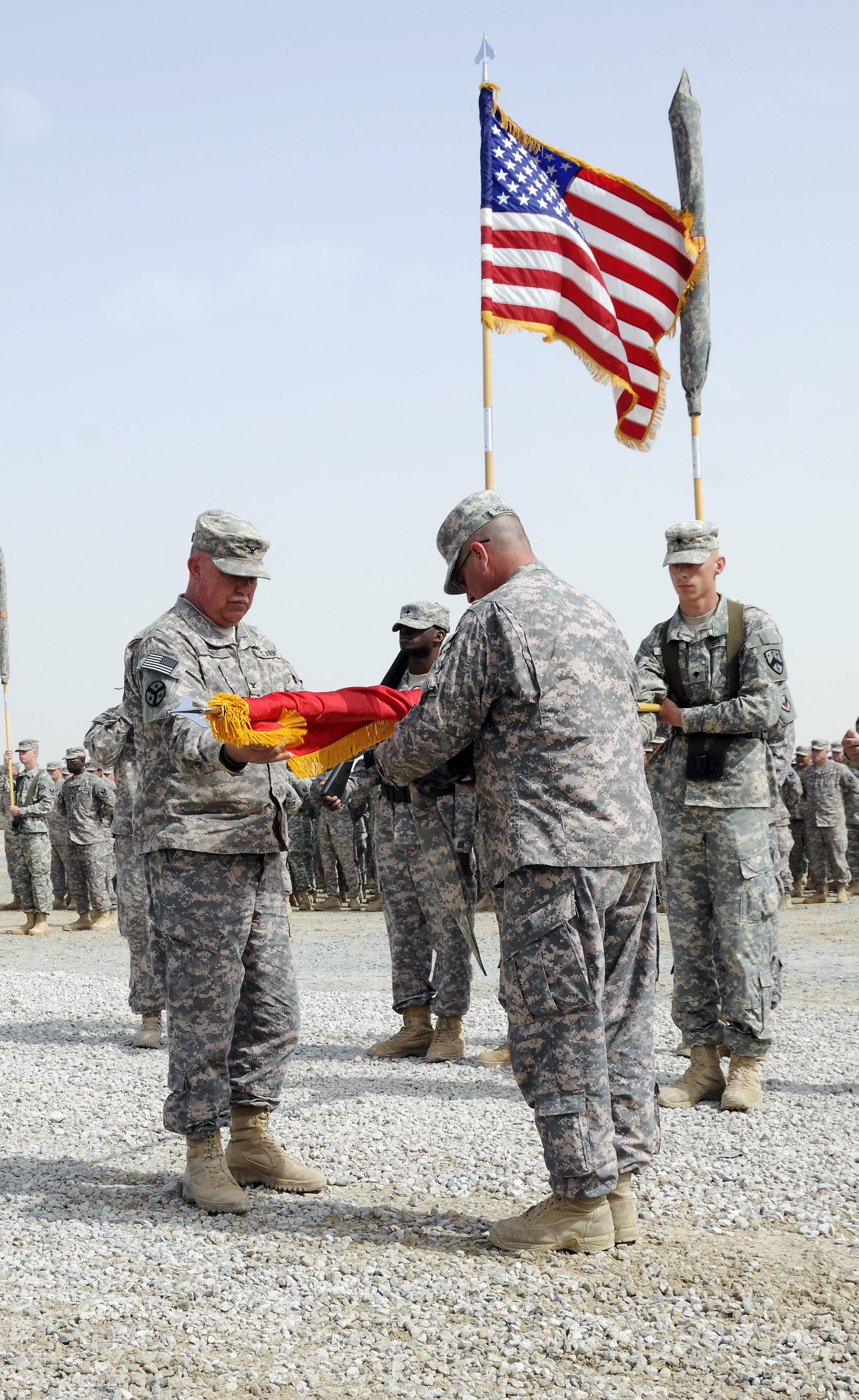
Vojáci na základně
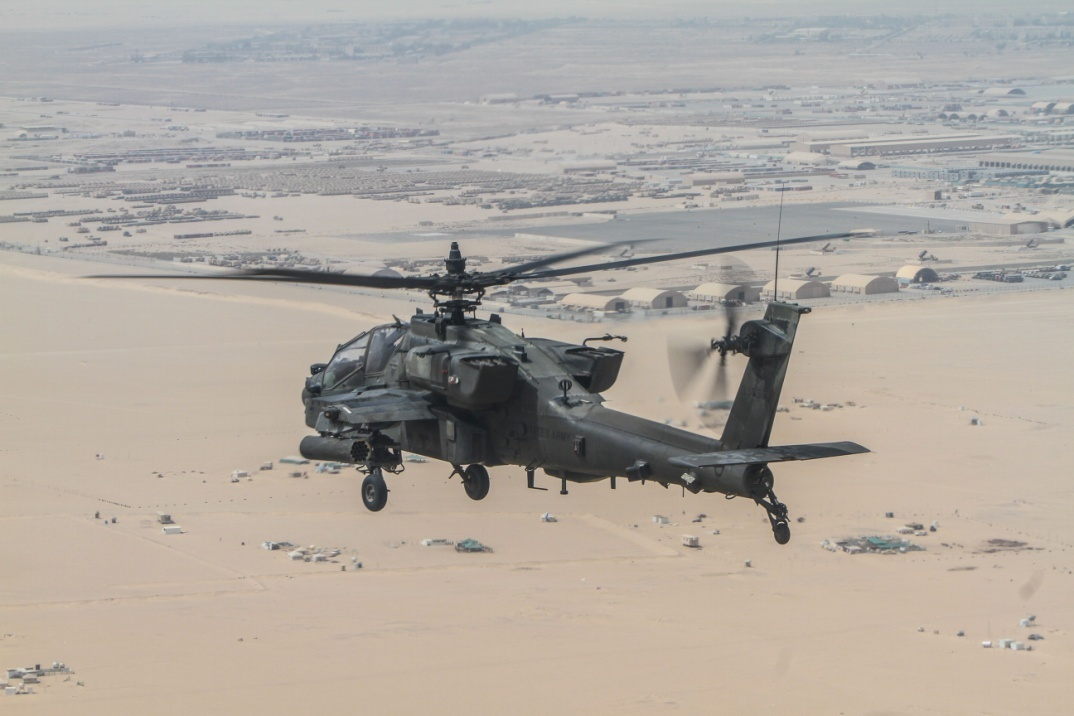
Helikoptéra Apache před přistáním na základně
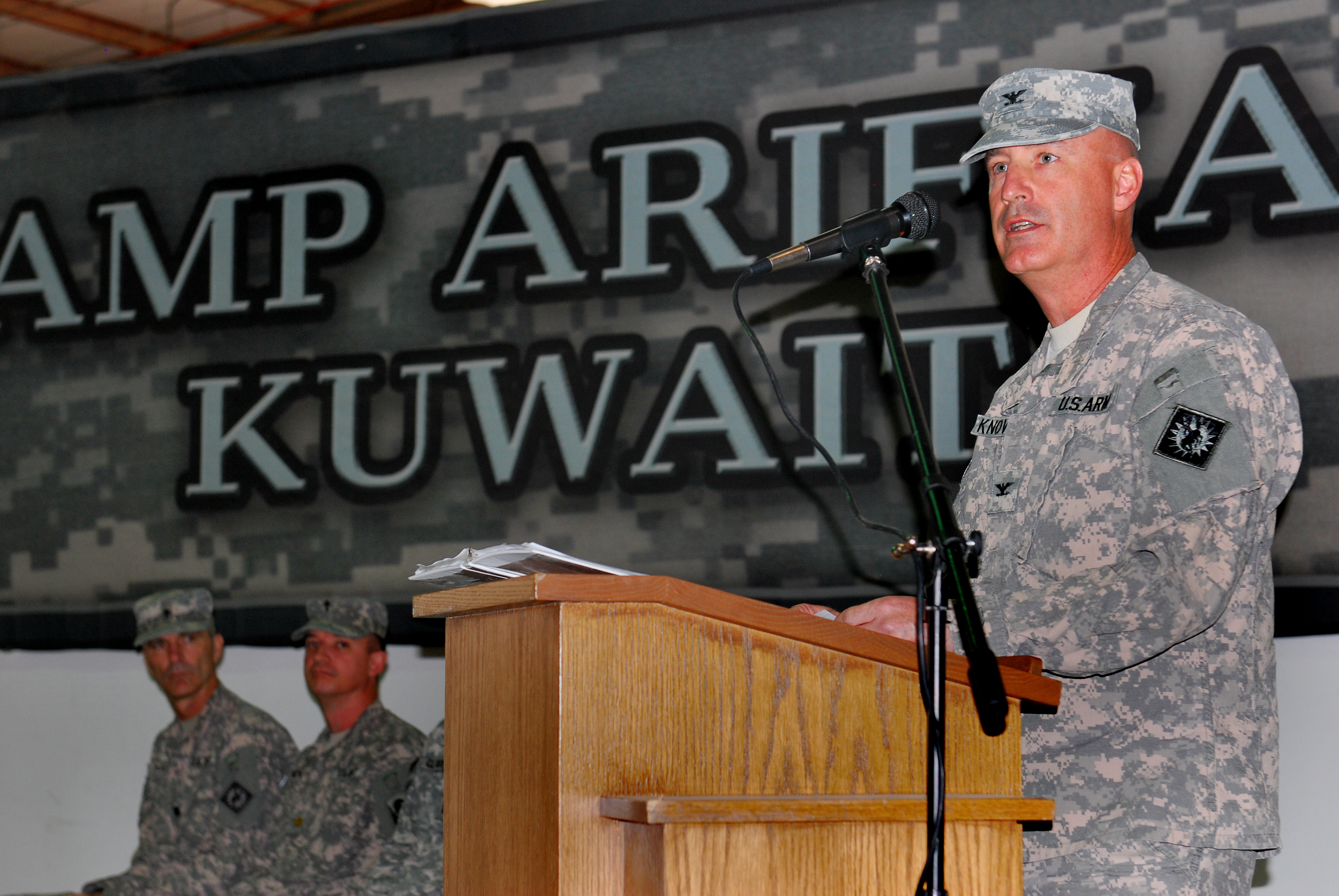
Velitel promlouvající k vojákům